# فندق كمبينسكي فصول السنة الأربعة
فندق كمبينسكي فصول السنة الأربعة هو فندق فخم ذو تقييم 5 نجوم يقع في ميونخ، ألمانيا. تم بناءه في العام 1858م وهو ينتمي إلى سلسلة فنادق كمبنسكي. وأيضا هو في سلسلة الفنادق الرائدة في العالم. يقع في منتصف ميونخ في ماكسيميليان.

## ضيوف مشهورين
- رودولف فون سيبوتيندورف
- كونراد أديناور
- فلاديمير بوتين
- إليزابيث الثانية
- روبي ويليامز
- ونستون تشرشل
- أوتو هان
- اليزابيث بافاريا، (سيسي)
- رومي شنايدر
- إلتون جون
- صوفيا لورين
- بف دادي
- السير بيتر اوستينوف
- إليزابيث تايلور
- بلاثيدو دومينغو